# Resolution 1566 des UN-Sicherheitsrates
Die Resolution 1566 des UN-Sicherheitsrats (UNSCR 1566) vom 8. Oktober 2004 bildet die völkerrechtliche Grundlage für verschiedene Aktivitäten zur Terrorismusbekämpfung.
Der UN-Sicherheitsrat verurteilt darin den Terrorismus und fordert die Weltstaatengemeinschaft auf, „im Einklang mit ihren Verpflichtungen nach dem Völkerrecht uneingeschränkt zusammenzuarbeiten“.
Der UN-Sicherheitsrat „erinnert daran, dass Straftaten, namentlich auch gegen Zivilpersonen, die mit der Absicht begangen werden, den Tod oder schwere Körperverletzungen zu verursachen, oder Geiselnahmen, die mit dem Ziel begangen werden, die ganze Bevölkerung, eine Gruppe von Personen oder einzelne Personen in Angst und Schrecken zu versetzen, eine Bevölkerung einzuschüchtern oder eine Regierung oder eine internationale Organisation zu einem Tun oder Unterlassen zu nötigen, welche Straftaten im Sinne und entsprechend den Begriffsbestimmungen der internationalen Übereinkommen und Protokolle betreffend den Terrorismus darstellen, unter keinen Umständen gerechtfertigt werden können, indem politische, philosophische, weltanschauliche, rassische, ethnische, religiöse oder sonstige Erwägungen ähnlicher Art angeführt werden, und fordert alle Staaten auf, solche Straftaten zu verhindern und, wenn sie nicht verhindert werden können, sicherzustellen, dass für solche Straftaten Strafen verhängt werden, die der Schwere der Tat entsprechen“.